# Шеріка Джексон
Шеріка Джексон (англ. Shericka Jackson; нар. 16 липня 1994) — ямайська легкоатлетка, яка спеціалізується у бігу на короткі дистанції.

## Спортивна кар'єра
Олімпійська чемпіонка в естафеті 4×100 метрів (2021).
Срібна олімпійська призерка в естафеті 4×400 метрів (2016).
Бронзова олімпійська призерка в бігу на 400 метрів (2016), 100 метрів (2021) та в естафеті 4×400 метрів (2021).
Чемпіонка світу в естафеті 4×400 метрів (2015) та 4×100 метрів (2019).
Бронзова призерка чемпіонатів світу з бігу на 400 метрів (2015, 2019) та в естафеті 4×400 метрів (2019).
Володарка повного комплекту нагород Світових естафет: «золото» в естафеті 4×200 метрів (2017), «срібло» в естафеті 4×400 метрів (2014) та «бронза» в естафеті 4×200 метрів (2019).
Срібна призерка чемпіонату світу серед юніорів в естафеті 4×400 метрів (2012).
Чемпіонка світу (комбінована естафета) та бронзова призерка чемпіонату світу (біг на 200 метрів) серед юнаків (2011).
Чемпіонка (біг на 200 метрів) та срібна призерка чемпіонату (естафета 4×100 метрів) Північної та Центральної Америки та країн Карибського басейну (2018).
Чемпіонка Панамериканських ігор у бігу на 400 метрів (2019).
Срібна призерка Ігор Співдружності у бігу на 200 метрів (2018).

## Основні міжнародні виступи
| Рік  | Змагання                                                                | Місто                | Місце            | Дисципліна | Примітки         |
| ---- | ----------------------------------------------------------------------- | -------------------- | ---------------- | ---------- | ---------------- |
| 2010 | Чемпіонат світу серед юніорів                                           | Монктон              | 1заб2            | 4×100 м    |                  |
| 2010 | Юнацькі Олімпійські ігри                                                | Сінгапур             |                  | 200 м      |                  |
| 2011 | Чемпіонат світу серед юнаків                                            | Лілль                | 3                | 200 м      |                  |
| 2011 | 1                                                                       | комбінована естафета |                  |            |                  |
| 2012 | Чемпіонат світу серед юніорів                                           | Барселона            |                  | 200 м      |                  |
| 2012 | 2                                                                       | 4×400 м              |                  |            |                  |
| 2014 | Світові естафети                                                        | Нассау               | 2                | 4×400 м    |                  |
| 2015 | Чемпіонат світу                                                         | Пекін                | 3                | 400 м      | Відео на YouTube |
| 2015 | 3                                                                       | 4×400 м              | Відео на YouTube |            |                  |
| 2016 | Олімпійські ігри                                                        | Ріо-де-Жанейро       | 3                | 400 м      | Відео на YouTube |
| 2016 | 2                                                                       | 4×400 м              | Відео на YouTube |            |                  |
| 2017 | Світові естафети                                                        | Нассау               | 1                | 4×200 м    |                  |
| 2017 | Чемпіонат світу                                                         | Лондон               |                  | 400 м      | Відео на YouTube |
| 2017 | DNF                                                                     | 4×400 м              | Відео на YouTube |            |                  |
| 2018 | Ігри Співдружності                                                      | Голд-Кост            | 2                | 200 м      |                  |
| 2018 | Чемпіонат Північної та Центральної Америки та країн Карибського басейну | Торонто              | 1                | 200 м      |                  |
| 2018 | 2                                                                       | 4×100 м              |                  |            |                  |
| 2018 | Континентальний кубок                                                   | Острава              |                  | 200 м      |                  |
| 2019 | Світові естафети                                                        | Йокогама             | 3                | 4×200 м    | Відео на YouTube |
| 2019 | Панамериканські ігри                                                    | Ліма                 | 1                | 400 м      |                  |
| 2019 | Чемпіонат світу                                                         | Доха                 | 3                | 100 м      | Відео на YouTube |
| 2019 | 3                                                                       | 4×100 м              | Відео на YouTube |            |                  |
| 2021 | Олімпійські ігри                                                        | Токіо                | 3                | 100 м      | Відео на YouTube |
| 2021 | 5заб4                                                                   | 200 м                | Відео на YouTube |            |                  |
| 2021 | 1                                                                       | 4×100 м              | Відео на YouTube |            |                  |
| 2021 | 3                                                                       | 4×400 м              | Відео на YouTube |            |                  |
| 2022 | Чемпіонат світу в приміщенні                                            | Белград              | 6                | 60 м       |                  |
| 2022 | Чемпіонат світу                                                         | Юджин                | 2                | 100 м      |                  |
| 2022 | Чемпіонат світу                                                         | Юджин                | 1                | 200 м      |                  |
| 2022 | Чемпіонат світу                                                         | Юджин                | 2                | 4×100 м    |                  |